# П'єр Репелліні
П'єр Репелліні (фр. Pierre Repellini, нар. 27 жовтня 1950, Єр) — французький футболіст, що грав на позиції захисника, зокрема за «Сент-Етьєн» під час його «золотої ери» у 1970-х, а також за національну збірну Франції. 
По завершенні ігрової кар'єри — тренер.

## Клубна кар'єра
У дорослому футболі дебютував 1967 року виступами за команду «Єр», в якій провів два сезони. 
Своєю грою за цю команду привернув увагу представників тренерського штабу клубу «Сент-Етьєн», до складу якого приєднався 1969 року. Відіграв за команду із Сент-Етьєна наступні одинадцять сезонів своєї ігрової кар'єри, протягом яких вона була серед лідерів французького футболу, здобувши чотири перемоги у чемпіонаті Франції і стільки ж разів тріумфувавши у Кубку країни.
Завершував ігрову кар'єру у ріжному «Єрі» у 1980–1983 роках.

## Виступи за збірну
1973 року дебютував в офіційних матчах у складі національної збірної Франції.
Загалом протягом двох років провів у її формі 4 матчі.

## Кар'єра тренера
Розпочав тренерську кар'єру, повернувшись до футболу після тривалої перерви, 1995 року, очоливши тренерський штаб клубу «Ред Стар».
Згодом протягом 1997–1998 років тренував «Сент-Етьєн», а на початку 2000-х ще двічі повертався на тренерський місток «Ред Стара».

## Титули і досягнення
- Чемпіон Франції (4):

«Саїнт Етієнне»: 1969-1970, 1973-1974, 1974-1975, 1975-1976
- Володар Кубка Франції (4):

«Сент-Етьєн»: 1969-1970, 1973-1974, 1974-1975, 1976-1977
- Володар Суперкубка Франції (1):

«Сент-Етьєн»: 1969